# Albina Kelmendi
Albina Kelmendi (Pejë, 27 januari 1998) is een Kosovaarse zangeres.

## Biografie
Kelmendi, een etnisch Albanese uit Kosovo, werd geboren in Pejë in de destijds Federale Republiek Joegoslavië, nu Kosovo. Ze volgde in haar geboorteplaats klarinet en piano aan de plaatselijke muziekschool. In 2014 nam ze deel aan de Albanese versie van The Voice. Ze eindigde op de tweede plaats. Medio 2022 bracht ze haar debuutalbum uit, Nana loke. In december van dat jaar nam ze samen met vijf leden van haar familie deel aan Festivali i Këngës. Met het nummer Duje eindigde ze in de hoofdcompetitie op de tweede plek. Er werd evenwel een aparte stemming gehouden om te bepalen welke bijdrage Albanië zou mogen vertegenwoordigen op het Eurovisiesongfestival 2023, en hier koos het grote publiek voor Duje.
In de eerste halve finale werd ze negende en in de finale 22e.
2004: Anjeza Shahini · 
2005: Ledina Çelo · 
2006: Luiz Ejlli · 
2007: Aida & Frederik Ndoci · 
2008: Olta Boka · 
2009: Kejsi Tola · 
2010: Juliana Pasha · 
2011: Aurela Gaçe · 
2012: Rona Nishliu · 
2013: Adrian Lulgjuraj & Bledar Sejko · 
2014: Hersjana Matmuja · 
2015: Elhaida Dani · 
2016: Eneda Tarifa · 
2017: Lindita · 
2018: Eugent Bushpepa · 
2019: Jonida Maliqi · 
2021: Anxhela Peristeri · 
2022: Ronela Hajati · 
2023: Albina & Familja Kelmendi · 
2024: Besa · 
2025: Shkodra Elektronike